# Avail
Avail foi uma banda de Punk Rock de Richmond - Virgínia. Originada de Northern Virginia, a banda foi formada em 1987, seus primeiros membros foram: Joe Banks,Doug Crosby, Brian Stewart, e Mikey Warstler. O único membro original remanescente até o fim da banda foi o guitarrista Joe Banks, uniram-se com o membro da banda rival LDK's (Learning Disabled Kids), Tim Barry. E mudaram para Richmond em 1990, após a númerosa troca de membros, montaram um lineup sólido e lançaram seu primeiro álbum em 1992. Muitas das suas letras são direcionadas a cidade de Richmond.
segundo a banda em entrevista a Tim Barry na rádio Dope Sick Radio #40. Avail está em "espera permanente" e também mencionaram "Vamos apenas dizer que é uma coisa do passado".

## Membros
Avail tem 5 membros.
- Tim Barry - Vocal (Bateria no primeiro EP)
- Joe Banks - Guitarra
- Gwomper - Baixo
- Ed Trask - Bateria
- Beau Beau Butler - Cheerleader

Ex-membros.
- Chuck McCauley - Baixo
- DJ Grimes - Baixo
- Erik Larson - Bateria
- Doug Crosby - Bateria

## Mudanças de Gravadoras
Avail auto-lançou seu primeiro LP, gravado no Catheter-Assembly Records. Posteriormente, foi re-lançado pela Lookout! Records. E fizeram vários trabalhos pela Lookout! e então passou para Fat Wreck Chords para gravar os cds. One Wrench e Front Porch Stories. Mais recentemente, eles assinaram com a gravadora Jade Tree Records que recentemente relançou os álbuns Dixie, 4am Friday, e Over the James.

## Legado em Richmond
Barry está atualmente escrevendo e tocando música solo. Joe Banks, juntamente com ex-membros Erik Larson e McCauley Chuck, formaram The Ghost Run em 2009. Joe Banks, Chuck McCauley e Erik Larson também uniram-se na banda Freeman. Avail ainda é uma espécie de lenda na cena punk e hardcore em Richmond. Tatuagens, grafite, e impressões levando o "Dixie" são bastante comuns.

## Discografia

### Álbuns de Estúdio
- Satiate - 1992 Lookout! Records
- Dixie - 1994 - Lookout! Records
- 4am Friday - 1996 - Lookout! Records
- Over the James - 1998 - Lookout! Records
- One Wrench - 2000 - Fat Wreck Chords
- Front Porch Stories - 2002 - Fat Wreck Chords

### Demos
- Each Other - 1988
- Reaching Out - 1989

### EPs
- Who's to Say What Stays the Same - 1989 - Sunspot Records
- Attempt to Regress - 1993 - Catheter Assembly
- The Fall of Richmond - 1997 - Lookout! Records - com (Young) Pioneers
- 100 Times - 1999 - Fat Wreck Chords

### Ao Vivo
- Live at the Kings Head Inn - 1993 - Old Glory Records
- Live at the Bottom of the Hill in San Francisco - 1998 - Lookout! Records
- V.M. Live Presents...Avail - 1999 - Liberation Records